# Modenapark-Viertel
Das Viertel um den Modenapark befindet sich im 3. Wiener Gemeindebezirk Landstraße. Es handelt sich um eines der wenigen nicht-kommunalen Ensembles der Zwischenkriegszeit.

## Lage und Geschichte
Das Viertel liegt in der Mitte des als Botschaftsviertel bezeichneten Teils des Bezirksteils Landstraße, das ansonsten klassizistisch und teilweise auch historistisch geprägt ist. Es ist Teil der gleichnamigen baulichen Schutzzone der Stadt Wien.
Das Viertel erstreckt sich um den Modenapark (um den sich der Platz Am Modenapark befindet) und umfasst Teile der Neuling-, Grimmelshausen- und Gottfried-Keller-Gasse.
Die Vorstädte entlang des Rennweges waren im 18. Jahrhundert von Schlössern mit Lustgärten geprägt. Darunter waren auch die Stockhammerschen Gärten, in denen sich ein kleines Gartenpalais befand. 1806 wurde die Anlage von Maria Beatrice d’Este, der Erbin des Herzogtums Modena gekauft, die 1811 das Gartenpalais von Alois Pichl um- und ausbauen ließ, so dass das Palais Modena-Este entstand. Dieses Palais stand in der heutigen (danach benannten) Beatrixgasse, der Garten reichte bis zur heutigen Strohgasse. 1863 wurde das Palais von Beatrix’ Enkel Franz von Modena abermals vergrößert, um ihm den Charakter eines Stadtpalais zu geben. Der Abbruch des Palais wurde 1914 beschlossen und 1916 durchgeführt. Erst nach dem Krieg konnten die Pläne anstelle von Palais und Gärten ein Stadtviertel zu errichten ausgeführt werden, wobei erst nach dem Zweiten Weltkrieg die letzten Bauten auf diesen Gründen entstanden.

## Gebäude
Der Charakter der Bauten lässt sich in zwei Kategorien einteilen: noble Zinshäuser, die noch die Fassadenstruktur von Späthistorismus bzw. Neoklassizismus fortführen und Bauten, die schon der Neuen Sachlichkeit verpflichtet sind. Zu letzterem gehört auch der einzige Zwischenkriegs-Gemeindebau Alice und Heinrich Scheuer Hof (siehe Abschnitt Neulinggasse).
Das zwischenkriegszeitliche Ensemble ist nur am Übergang zwischen Platz und Neulinggasse rein ausgeprägt, ansonsten ist es mit neueren Bauten durchsetzt. Der größte davon ist der 1954 erbaute Richard-Strauss-Hof an der Südseite des Platzes (Am Modenapark 8–9).
Zwei der Gebäude am Platz stehen unter Denkmalschutz (siehe Liste der denkmalgeschützten Objekte in Wien/Landstraße).

### Am Modenapark
Der Platz um den namensgebenden Park wurde 1926 angelegt und in dieser Zeit zu einem guten Teil verbaut. 1954 wurde er durch den Bau des Richard-Strauss-Hofs fast halbiert. Der Hof ist zur Strohgasse hin geöffnet und ist mit der Skulptur Die Lauschenden von Siegfried Charoux ausgestattet (zwei Figuren vor einer Harfe, eine Hommage an die Musik von Richard Strauss). Ein weiterer Bau aus den 1950er-Jahren ist Nr. 15 (1951/52 entstanden), der sich allerdings gestalterisch in das Ensemble einfügt.
- Nr. 3 stammt von Friedrich Mahler aus dem Jahr 1930. Ein auffälliges Element ist der mit Vasenaufsätzen und Gitterbalkonen bekrönte Mittelerker. Im Foyer befinden sich farbige Keramikfliesen und Messingausstattung. Achleitner sieht darin ein „in die Gestaltungsmittel der Sachlichkeit transformiertes bürgerliches Wohnhaus“.[4] Das Gebäude steht unter Denkmalschutz.
- Nr. 6 wurde von der Baugesellschaft Carl Korn 1923 erbaut. Dieser frühe Bau weist noch eine späthistoristische Fassadenstruktur auf,[3] er ist durch einen Mittelerker und einer genuteten Sockelzone gegliedert. Die Seitenachsen weisen Balkone auf, die Parapetfelder unterhalb der obersten Stockwerke Reliefs mit figürlichen Darstellungen und Draperien. Die Marmorstiege mit Messingausstattung stammt aus der Bauzeit. Eine Gedenktafel erinnert an die Bewohnerin Grete Wiesenthal.
- Nr. 7 (Neulinggasse 48) stammt von Rudolf Frass aus dem Jahr 1931. Es ist das Eckhaus zur Neulinggasse (dortige Nr. 48) und wirkt mit seinen Fassaden, die von breiten französischen Fenstern gegliedert werden, in beide Richtungen. Die elaboriertere Fassade ist die an der Parkseite, die rhythmisiert angeordnete – teilweise in der Fassade liegende und teilweise aus dem Dach herausragende – Attikafenster aufweist. Beide haben je zwei monumentale Aktfiguren, die von Frass' Bruder Wilhelm stammen, zur Neulinggasse hin oberhalb des Eingangs, zum Park hin im 5. Obergeschoß. Die Ecklösung besteht aus versprossten Balkonloggien. Insgesamt ist das Gebäude auf Fernwirkung angelegt[4] und steht unter Denkmalschutz.
- Nr. 10 (Neulinggasse 50) stammt von Siegfried C. Drach und Alexander Osterberger aus dem Jahr 1931 und schließt an das von denselben Architekten ein paar Jahre später erbaute Haus Neulinggasse 52 (siehe Abschnitt Neulinggasse) an.
- Nr. 14 wurde 1937/38 von Arnold Karplus erbaut. Es ist in sachlich-kubischen Bauformen gehalten.

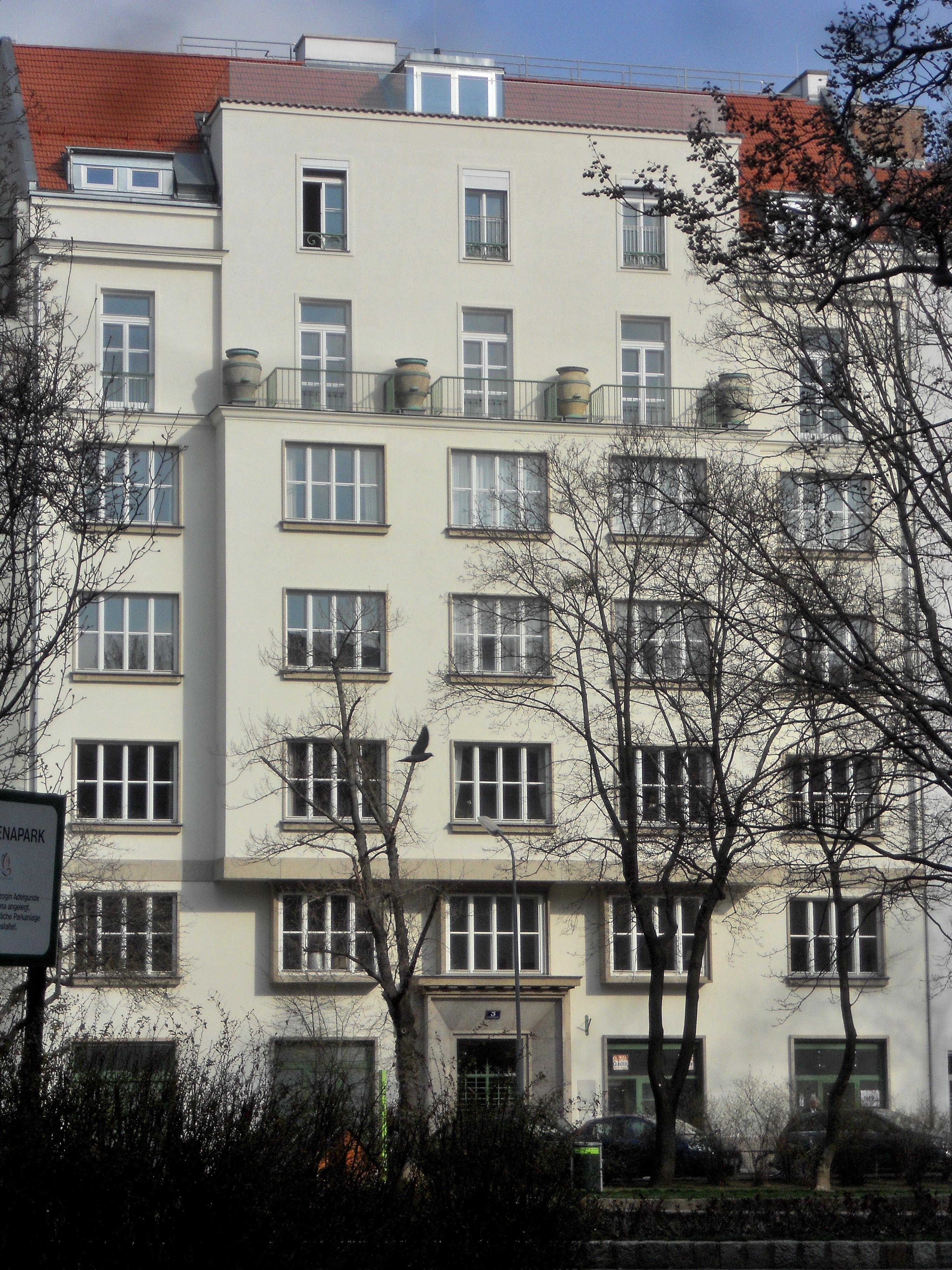
Nr. 3
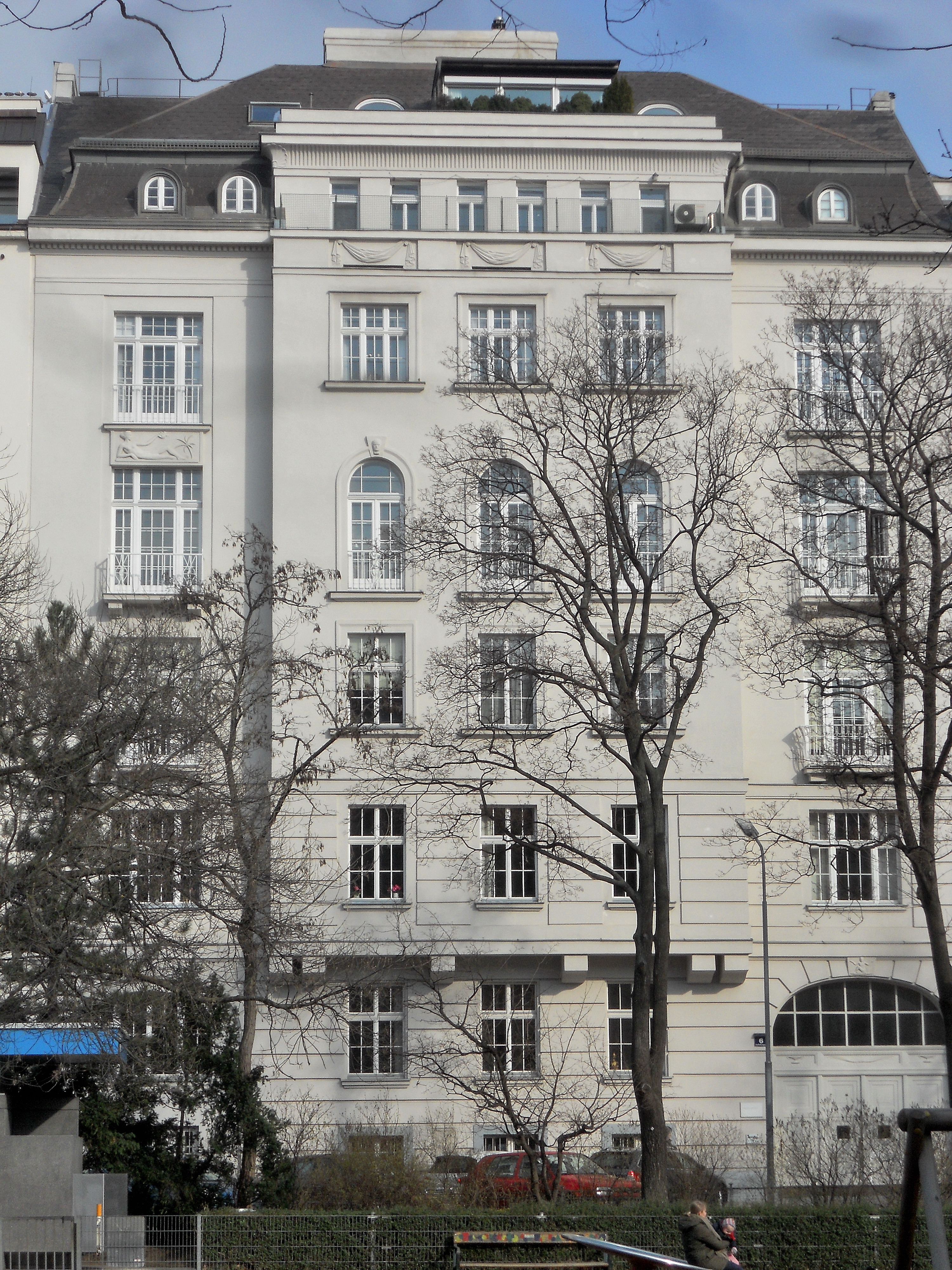
Nr. 6
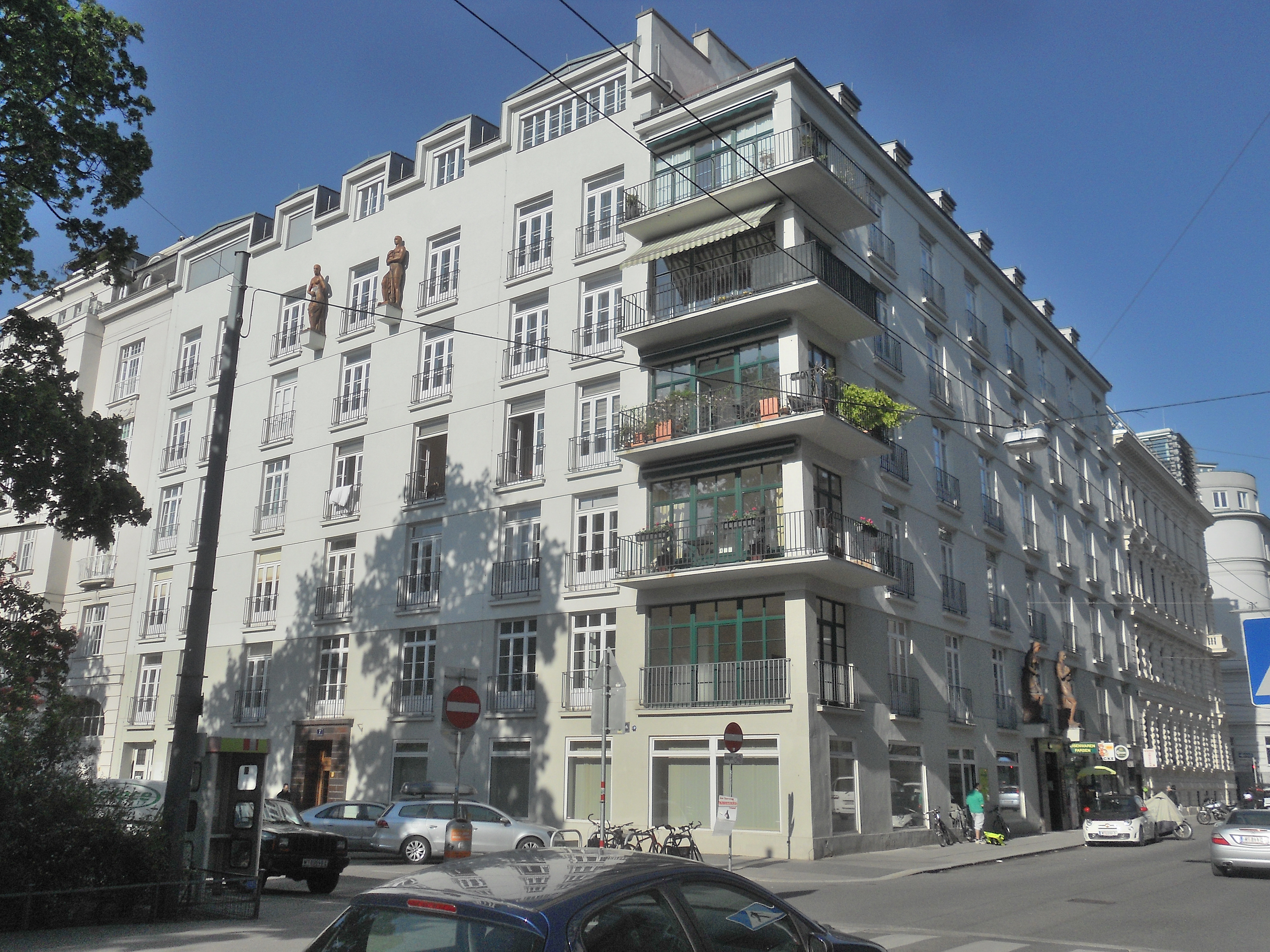
Nr. 7 (Neulinggasse 48)
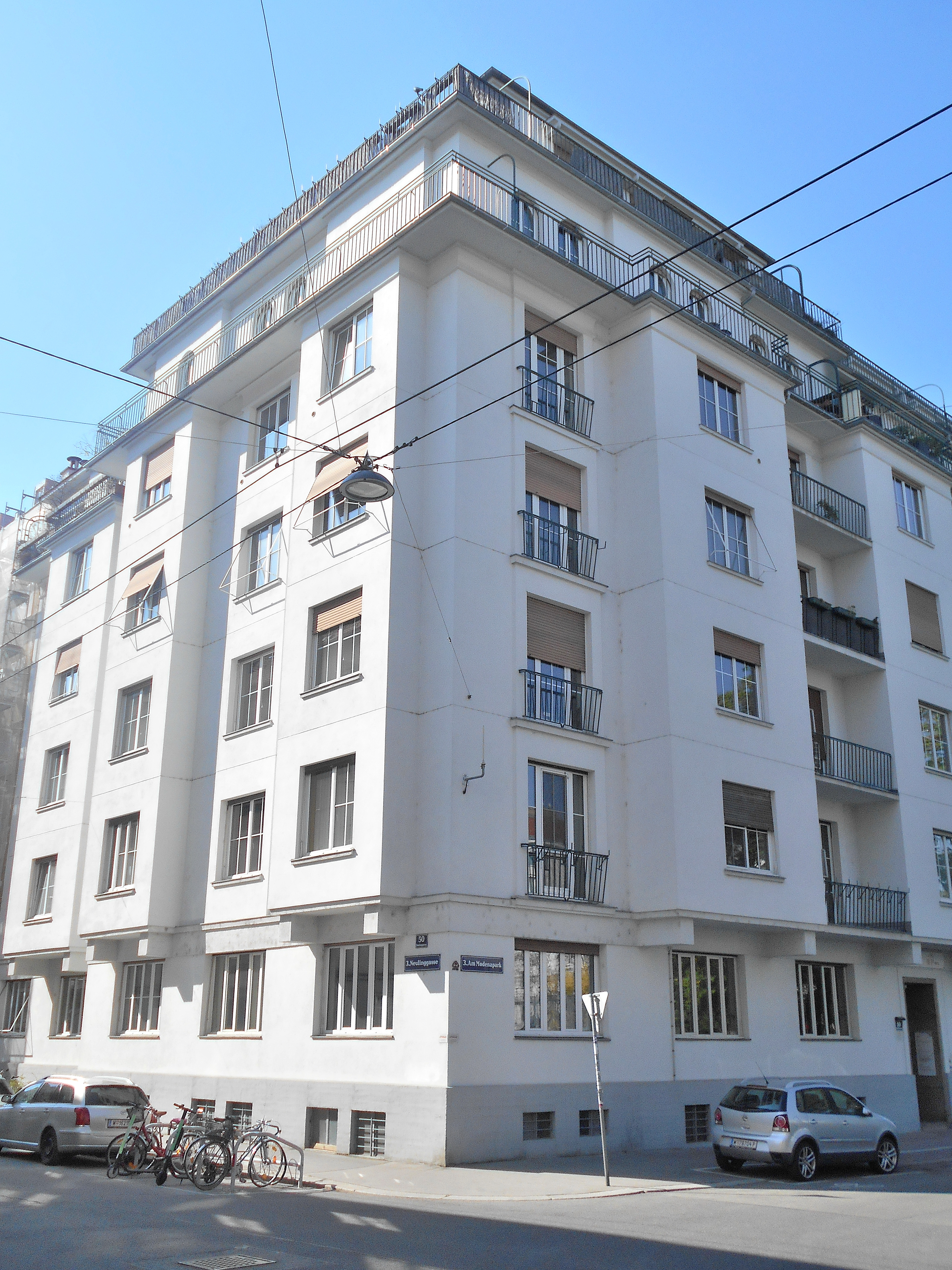
Nr. 10 (Neulinggasse 50)
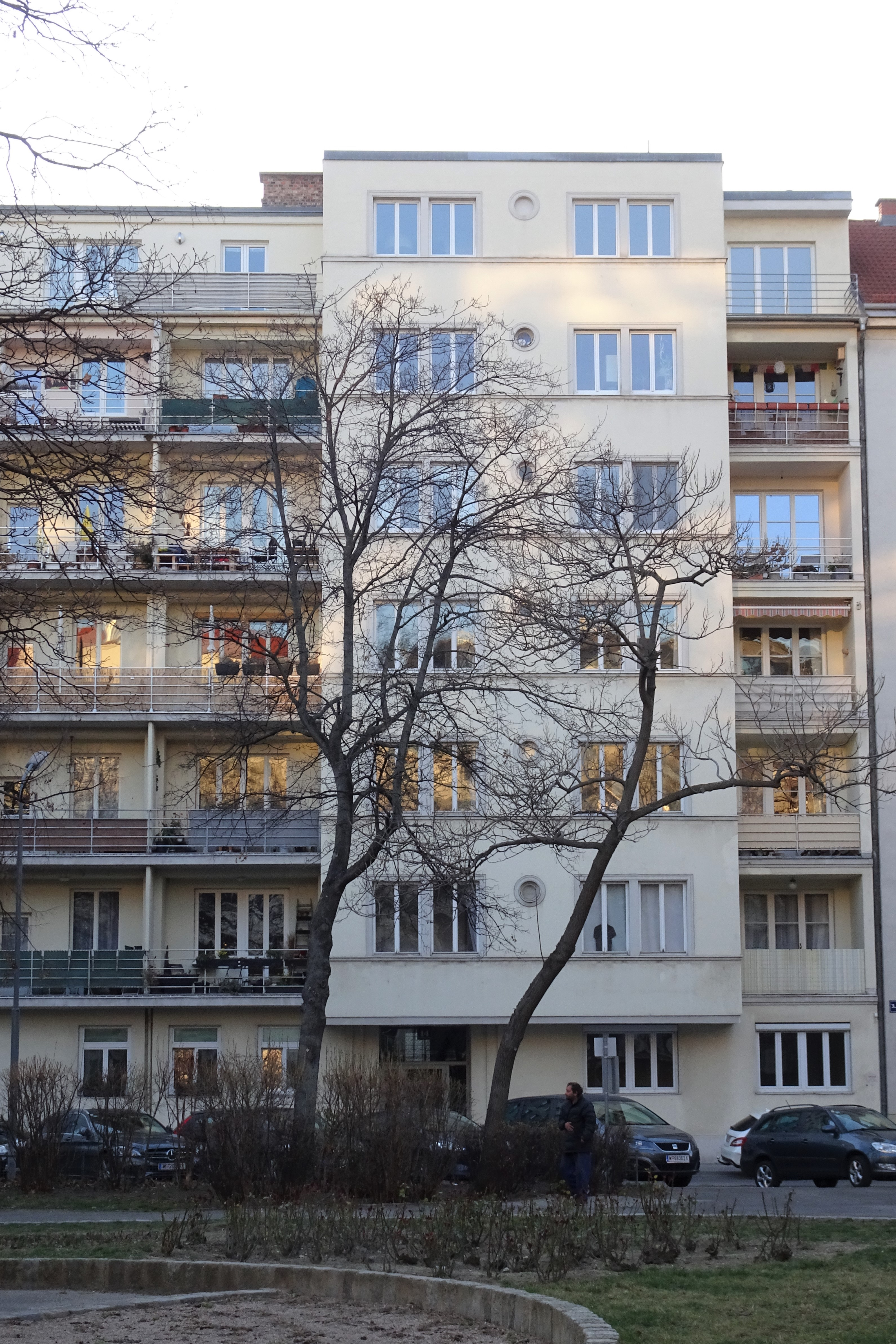
Nr. 14

### Gottfried-Keller-Gasse
- Nr. 11 (Neulinggasse 37) stammt aus dem Jahr 1924 von Ernst Epstein. Es gehört zu den frühen Bauten im Viertel, insbesondere die turmartige, runde Ecklösung und die klassizierende Pilastergliederung knüpfen noch an den Späthistorismus an.
- Nr. 13 stammt vom selben Architekten aus dem Jahr 1929 und kontrastiert zum Nebengebäude durch seinen betont sachlichen Stil. Es ist durch Parapetfelder und Balkone gegliedert.

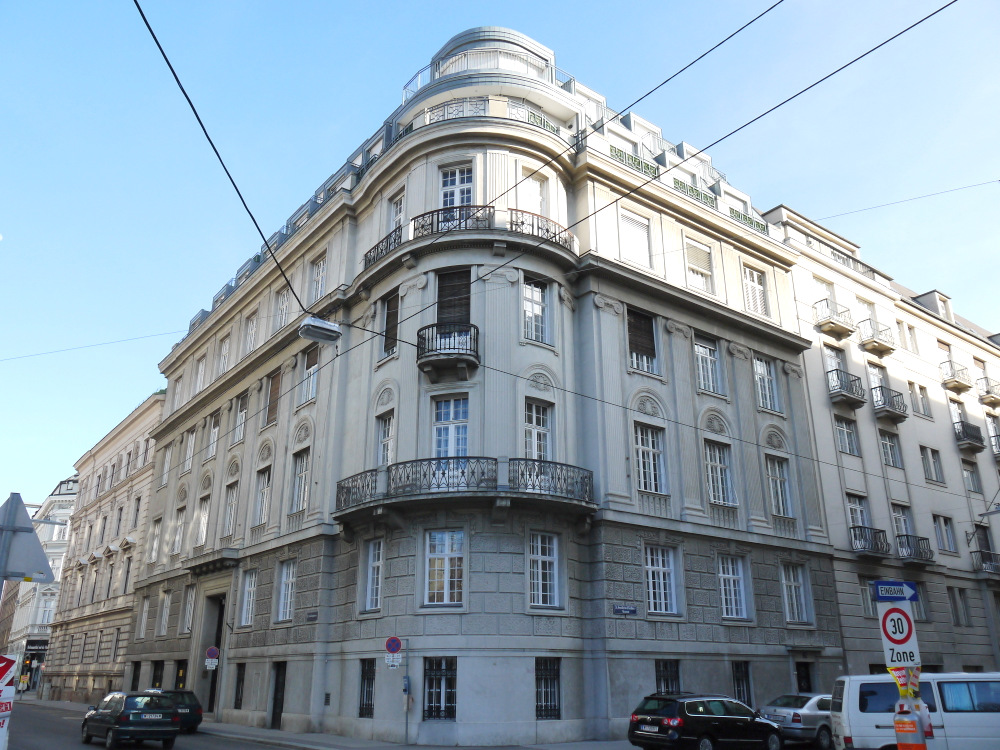
Nr. 11 (Neulinggasse 37)
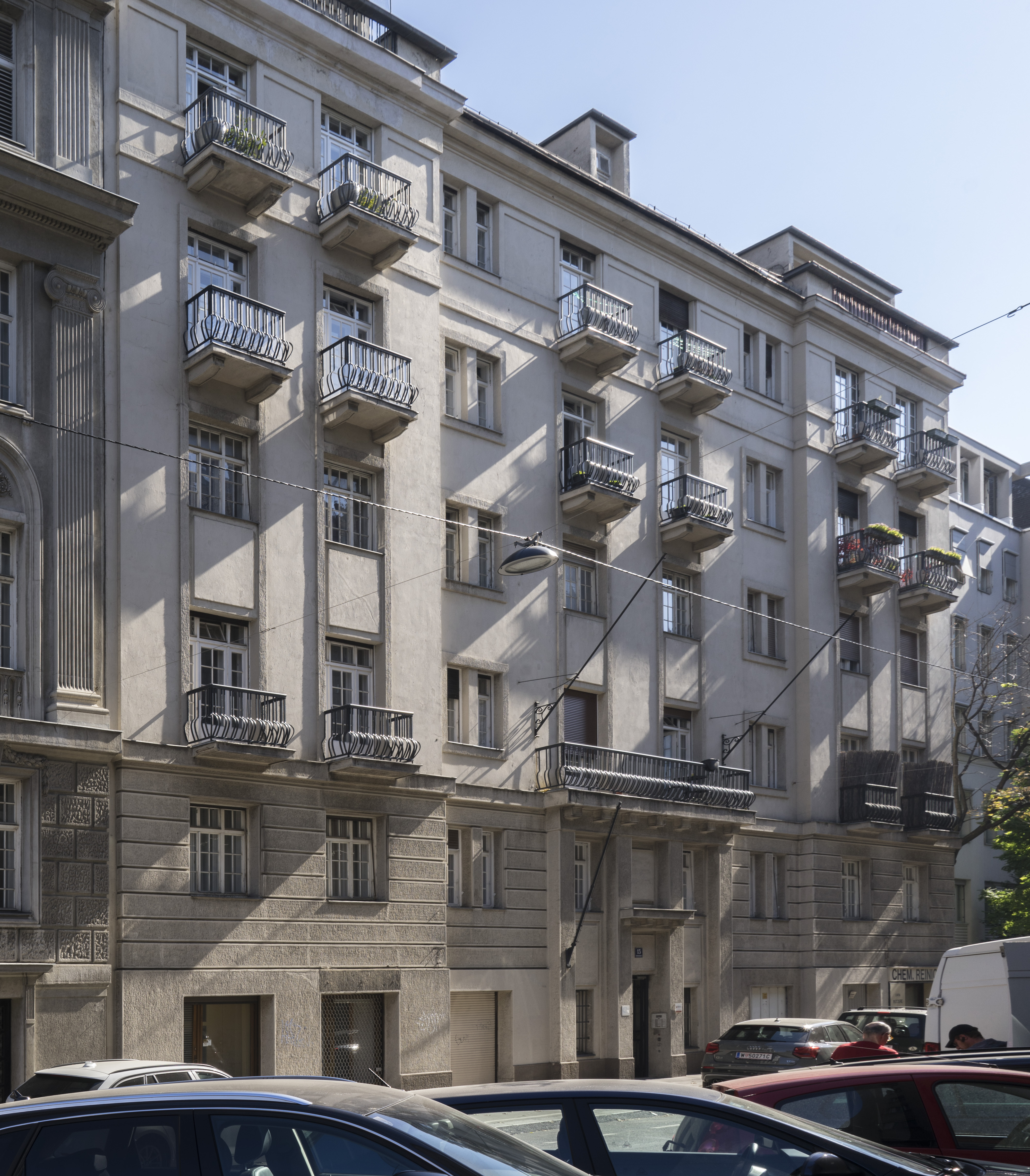
Nr. 13

### Grimmelshausengasse
Am nordwestlichen Ende des Parks, aber bereits zur Grimmelshausengasse gehörend (Nr. 6–8, ident Bayerngasse 5, Salesianergasse 1B) liegt eine Wohnhausanlage von Leo Kammel aus den Jahren 1930/31. Es ist kein kommunaler, sondern ein genossenschaftlicher Bau für Staatsbeamte, der sich allerdings nur durch die rigorosere Raumausnutzung von zeitgenössischen Gemeindebauten unterscheidet, was für Achleitner eine indirekte Antwort auf die ideologische Gebundenheit der Bauformen darstellt. Der Bau wird durch Tiefen- und Höhenstaffelung sowie Querbändern, abgerundeten Balkonbrüstungen und Loggien gegliedert. Hofseitig sind die Loggienbrüstungen gezackt.

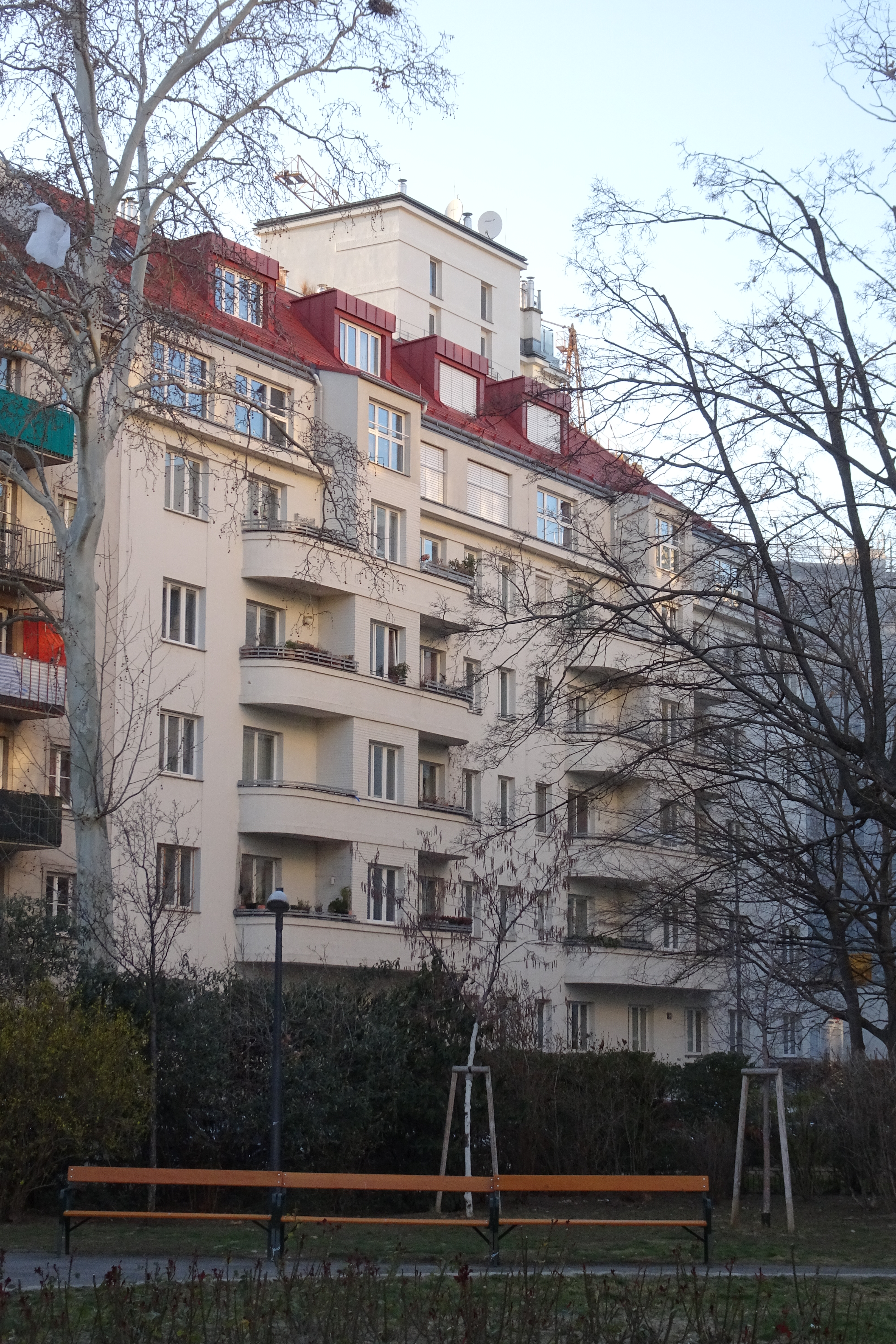
Ansicht vom Modenapark
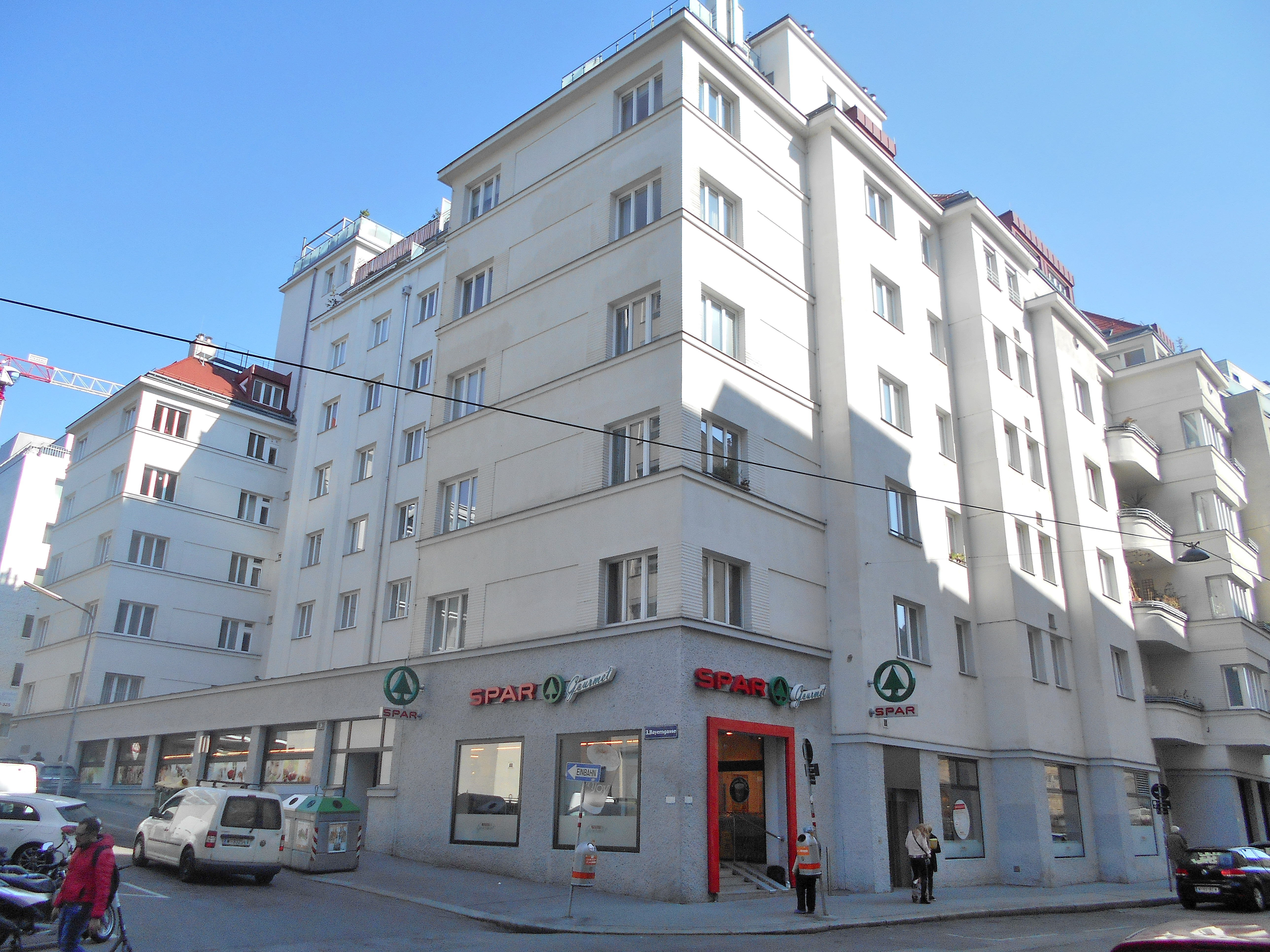
Ansicht Ecke Bayerngasse / Salesianergasse

### Neulinggasse
In der Neulinggasse befinden sich westlich des Platzes zwei weitere Gebäude, die ebenfalls zu diesem Ensemble gerechnet werden. Sie stehen beide unter Denkmalschutz.
- Nr. 39 ist der seit 2008 so benannte Alice-und Heinrich-Scheuer-Hof (nach den 1942 in Maly Trostinec ermordeten Eheleuten, Heinrich Scheuer war Journalist). Der Platz, an dem sich der Bau befindet gehört eigentlich nicht mehr zum Garten des Palais Modena – hier befand sich bis 1916 das Palais Salm-Vetsera, das aber gleichfalls 1916 abgerissen wurde. Der Bau stammt aus den Jahren 1930/31 von Armand Weiser und ist somit etwa gleichzeitig wie die Bauten des Modenapark-Ensembles entstanden, er ist auch in einem betont sachlichen Stil gehalten. Gegliedert wird er durch markante turmartige leicht vorspringende Eckaufbauten, wobei die Ecken abgerundet sind und zur Grimmelshausengasse hin Rundbalkone aufweisen. Das durch die Eckaufbauten entstandene zusätzliche Geschoß ist größtenteils verglast, es waren dort Atelierräume vorgesehen. Ein Erker und mehrere Balkone gliedern die Front zur Neulinggasse, das Sockelgeschoß ist teilweise mit Klinker ausgekleidet.[6]
- Nr. 52 stammt wie das nebenstehende Gebäude Nr. 50 (Am Modenapark 10) von Siegfried C. Drach und Alexander Osterberger, wurde allerdings 1935–1938 erbaut. Es ist ein sachlich gestalteter Stahlskelettbau. Eine Besonderheit ist das mit Stahlblech ausgekleidete Vestibül und Stiegenhaus und auch die verglaste Hoffassade. Hinter dieser Glaswand befinden sich Gänge, über die die Wohneinheiten betreten werden – eine modernisierte Version der „Pawlatschen“[7].

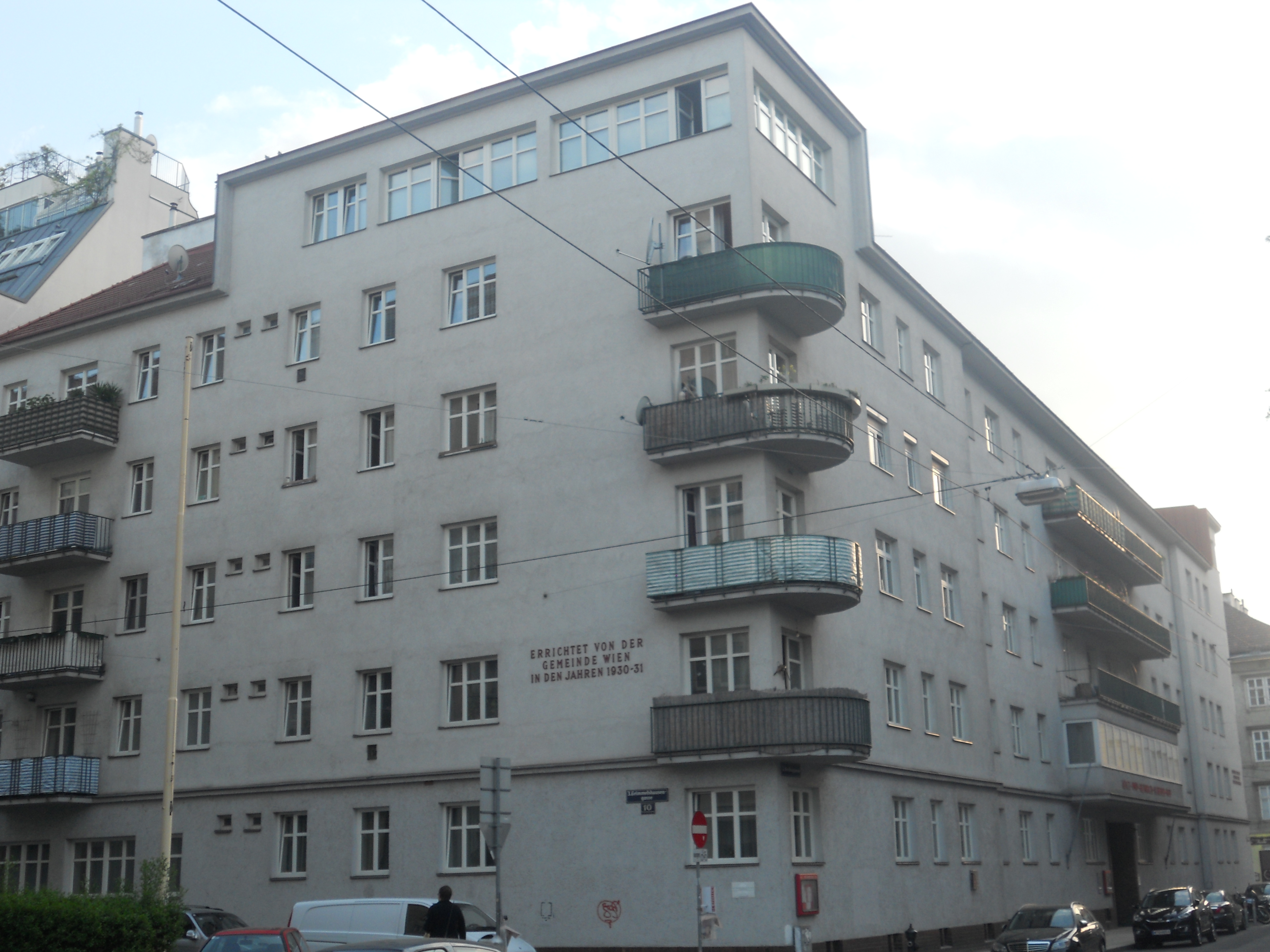
Nr. 39 (Alice-und-Heinrich-Scheuer-Hof)
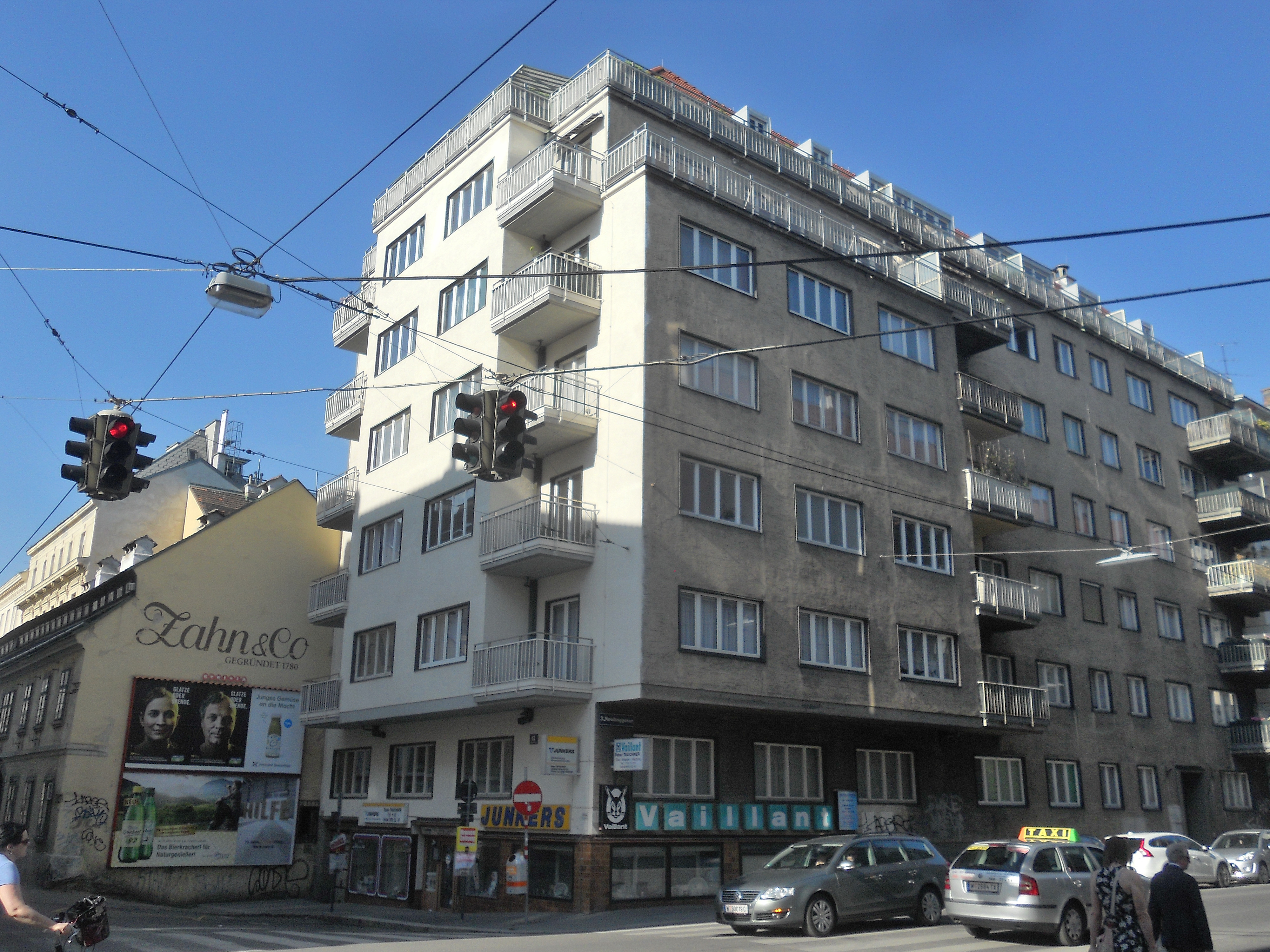
Nr. 52